# Holtålen
Holtålen er en kommune i Trøndelag fylke i Norge. Den grænser i nord til Selbu, i nordøst til Tydal, i syd til Røros og Os, og i vest til Midtre Gauldal kommune.

## Geografi
Forollhogna nationalpark ligger delvis i kommunen. Kommunen omfatter store fjeldarealer.
Bebyggelsen ligger stort set nede i øvre del af Gauldalen. To fjelddale, Aunegrenda og Hessdalen er eneste bygdesamfund udenfor Gauldalen.

## Erhvervsliv
Kjøli grube ligger i Holtålen kommune. Grubeområdet ligger øverst i Gauldalen ca. fyrre km. nordøst for Røros omkring 1.070 moh. Gruben er drevet på kobberkis og blev første gang åbnet i 1766 og sidst nedlagt i 1941. 
I kommunen ligger også Killingdal grube. Den blev første gang åbnet i 1674 og nedlagt i 1986. Åbningen ligger på ca 900 m over havet. Dybeste del af gruben ligger 500 m under havet hvilket gør den til Nord-Europas dybeste grube.

## Historie
Holtålen blev oprettet som Holtålen formandskabsdistrikt i 1837. I 1855 blev Ålen skilt ud som selvstændig kommune. Holtålen havde efter delingen 809 indbyggere.
I 1937 skiftede kommunen navn til Haltdalen kommune. 
Ved kommunesammenlægning 1. januar 1972 mellem Haltdalen (778 indb.) og Ålen kommuner (1.944 indb.), genopstod det gamle navn, Holtålen kommune.
21. april 1989 blev en del af Røros overført til Holtålen.

## Seværdigheder
I kommunen ligger fjellbygden Hessdalen som i 1981 blev kendt for sine ufo-fænomener.